# Indomie

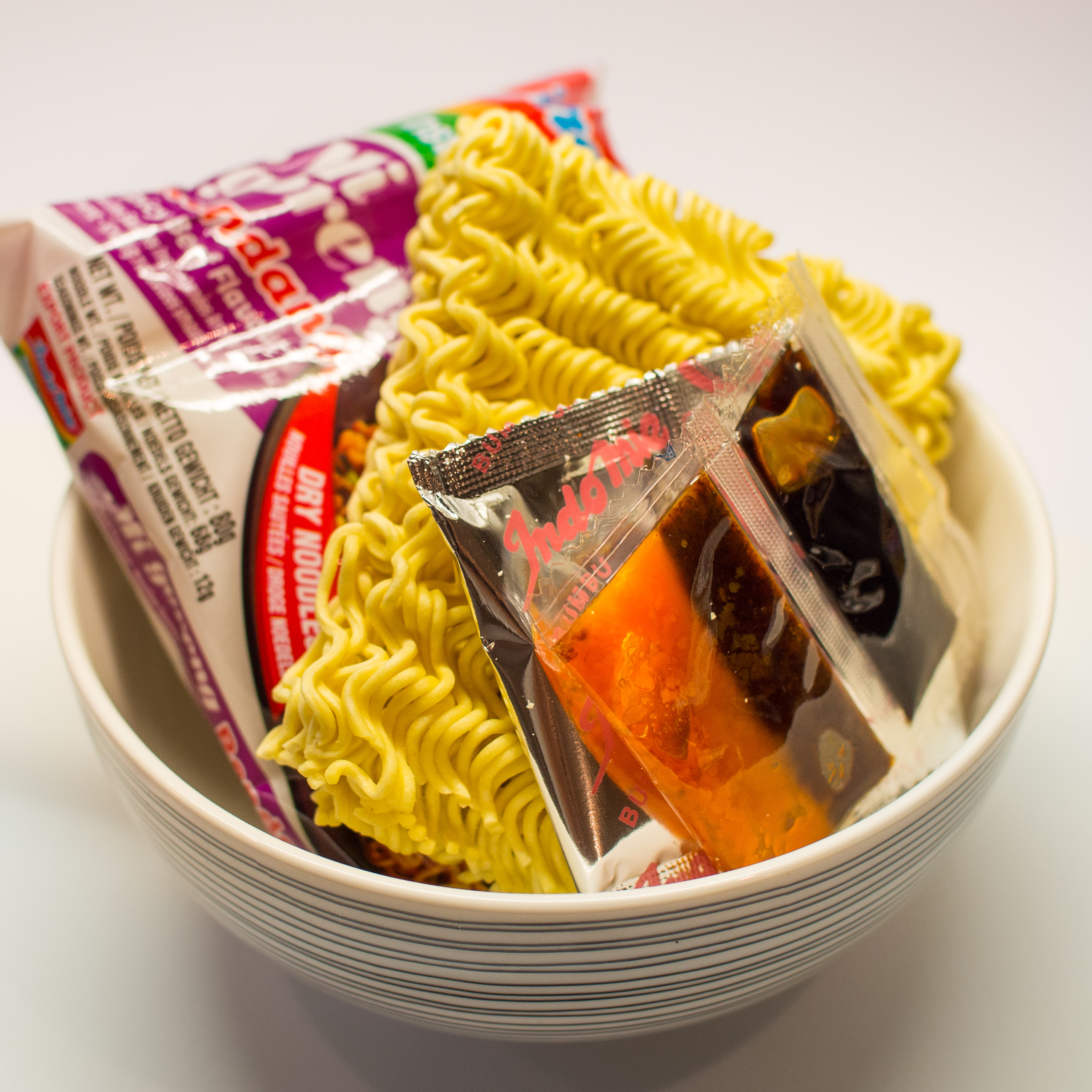
Indomie (Mi Goreng Rendang)

Indomie – indonezyjska marka zupek z makaronem instant produkowanych przez Indofood Group. Poza głównymi zakładami produkcyjnymi w Indonezji Indomie jest również produkowane w Nigerii od 1995 r., gdzie stanowi popularną markę i gdzie mieści się największa fabryka makaronu instant w Afryce. Marka powstała w 1972 roku.